# أحلام (لعبة فيديو)
أحلام أو دريمز (بالإنجليزية: Dreams)‏ هي نظام إنشاء لعبة طورتها ميديا موليكول ونشرتها سوني إنتراكتيف إنترتينمنت لبلاي ستيشن 4، والتي صدرت في 14 فبراير 2020. وهي تتضمن حلم آرت، وهي لعبة طُوِرَت في أحلام بواسطة الشركة المذكورة، مع إمكانية الوصول إلى الألعاب الأخرى والمحتوى الذي ينشئه المستخدم. يمكن للاعبين إنشاء محتوى من إنشاء المستخدم في شكل ألعاب كاملة وميكانيكا وأصول ومنحوتات وموسيقى وفن، والتي يمكن مشاركتها أو إعادة مزجها لاستخدامها في إبداعات الآخرين. يمكن للاعبين الآخرين الانغماس في مثل هذا المحتوى الفريد الذي ينشئه المستخدم. تدعم اللعبة اللغة العربية ترجمة وقوائم ودبلجة.

## أسلوب اللعب
في اللعبة يتحكم اللاعبون في «إيمب»، والذي يستخدم للتفاعل مع عالم اللعبة وواجهة اللعبة مثل مؤشر الفأرة، وإنشاء عناصر وشخصيات جديدة والتلاعب بالأشياء عن طريق الإمساك بها وسحبها. يقوم اللاعبون بتحريك إيمب عن طريق تحريك وتدوير أجهزة التحكم دول شوك 4 أو بلاي ستيشن موف. إيمب قابل للتخصيص، ويمكن أن يمتلك شخصيات ظهرت في الحلم، مما يسمح للاعبين بالتحكم المباشر في هذه الشخصيات.
تعد إمكانية الوصول إحدى أولويات ميديا موليكول مع أحلام. الهدف هو جعل أحلام أكثر سهولة حتى يتمكن أكبر عدد ممكن من الأشخاص الذين لديهم متطلبات مختلفة من اللعب. على سبيل المثال، نُفِذَت ضوابط غير متحركة للتحكم في إيمب باستخدام عصي اللعب التشابهية.
تتكون أحلام من ستة أقسام رئيسية: «دريم سيرفينغ» و«دريم شابينغ» و«هايلايتس» و«الملف الشخصي» و«مجتمع جام» و«هوم سكيب». كما تحتوي على لعبة صنعت في أحلام بواسطة ميديا موليكول تُعرف باسم حلم آرت (بالإنجليزية: Art's Dream)‏.

### دريم سيرفينغ
يمكن اعتبار دريم سيرفينغ على أنه قسم «اللعب» التقليدي حيث يمكن للاعب تصفح «الأحلام» التي تم إنشاؤها ونشرها على «دريمي فيرس» بواسطة لاعبين آخرين، أو كما تسميهم اللعبة «دريمرز». يمكن أن تكون هذه الأحلام على سبيل المثال ألعابًا للعب، وتجارب سمعية بصرية، وعروضًا لعناصر مثل المنحوتات والفن لعرضها والموسيقى للاستماع إليها. تحتوي العديد من الأحلام على «فقاقيع الجائزة» القابلة للتحصيل والتي تفتح العناصر ليستخدمها اللاعبون في إبداعاتهم الخاصة، وتعمل بشكل مشابه لفقاقيع الجائزة في سلسلة ليتل بيغ بلانت.
ينقسم دريم سيرفينغ إلى قوائم تشغيل لأنواع مختلفة من الأحلام. في الجزء العلوي من الصفحة هناك لافتات كتب عليها الأخبار وأشرطة الفيديو ذات الصلة باللعبة. يمكن العثور على حلم آرت في هذا القسم. يمكن للاعبين إبداء ملاحظات حول الحلم من خلال إعطائه «إعجاب» أو ترك تعليق. هناك خيار يسمى «أوتو سورف» يقدم للمستخدم أحلامًا عشوائية للعب ضمن قائمة التشغيل.

### دريم شابينغ
دريم شابينغ هو قسم «الإنشاء» حيث يمكن للاعبين إنشاء ونشر الألعاب والتجارب السمعية والبصرية وعروض العرض المعروفة باسم «الأحلام»، بالإضافة إلى «المشاهد» والبيئات والمستويات المتصلة التي تشكل الأحلام، «العناصر»، الأصول المختلفة التي تتكون منها المشاهد، و«المجموعات»، مجموعات الأحلام والمشاهد والعناصر والمجموعات الأخرى القابلة للفرز.

#### وضع التحرير
«وضع التحرير» هو محرر المشاهد والعناصر. في وضع التحرير، هناك عدة أوضاع متاحة للإنشاء، بما في ذلك:
- وضع التجميع، الذي يتيح للمستخدمين تصميم المشاهد باستخدام العناصر والأدوات.
- وضع النحت، الذي يتيح للمستخدمين إنشاء نماذج ثلاثية الأبعاد وتحريرها.
- وضع الرسام، الذي يتيح للمستخدمين إنشاء وتحرير الرسم باستخدام ضربات ثلاثية الأبعاد.
- وضع المعطف، الذي يتيح للمستخدمين تغيير اللون والتوهج والانتهاء من المنحوتات واللوحات.
- وضع النمط، الذي يتيح للمستخدمين معالجة الجسيمات أو «النقط» التي تشكل المنحوتات واللوحات.
- وضع التأثيرات، الذي يتيح للمستخدمين إضافة تأثيرات متحركة إلى فليكس.
- وضع الصوت، والذي يتيح للمستخدمين التعامل مع المؤثرات الصوتية والموسيقى والآلات والتعليق الصوتي.
- وضع الاختبار، الذي يتيح للمستخدمين الاستيلاء والتملك أثناء تغيير قوائم القرص.
- وضع التحديث، الذي يتيح للمستخدمين إدارة تحديثات العناصر في المشهد الخاص بهم.
- وضع الصور، الذي يتيح للمستخدمين التقاط الصور وحفظها في ملفاتهم الشخصية.

يحتوي كل وضع على العديد من الأدوات التي يمكن استخدامها لمعالجة المشاهد والعناصر. في وضع التجميع، يمكن للمستخدمين البحث بسرعة في دريمي فيرس عن عناصر مسبقة الصنع ووضعها في المشهد الخاص بهم. في وضع التجميع ووضع الصوت، تتوفر أيضًا العديد من «الأدوات» التي يمكن استخدامها للمنطق والرسوم المتحركة والإضاءة والصوت والإعدادات العامة والمزيد. يمكن ربط الأدوات بأدوات وعناصر أخرى مثل المنحوتات باستخدام الأسلاك. في أحلام، تشكل الأدوات بشكل أساسي منطق الألعاب وآليات اللعبة. يمكن للمستخدمين نشر إبداعاتهم عبر الإنترنت على «دريمي فيرس» لكي يلعبها الآخرون أو يجربوها، ويمكنهم اختياريًا جعلها قابلة لإعادة المزج مما يسمح للمبدعين الآخرين باستخدامها في إبداعاتهم أو البناء عليها أو تعديلها. يتيمز اللعب الجماعي التعاوني في اللعبة، مما يسمح للاعبين بإنشاء إبداعاتهم والتلاعب بها معًا.

#### ورشة الأحلام
ورشة الأحلام هي قائمة في دريم شابينغ حيث يمكن للمستخدمين العثور على البرامج التعليمية خطوة بخطوة ومقاطع الفيديو الإرشادية والفصول الدراسية الرئيسية من الفنانين في ميديا موليكول.

### هايلايتس
تتيح قائمة هايلايتس للمستخدمين وصولاً سريعًا إلى أجزاء مفيدة ومهمة من اللعبة مثل إبداعات ميديا موليكول، والبرامج التعليمية، ومقاطع الفيديو الإرشادية، وأسئلة إبداع إيمب، وتحديث المعلومات والمزيد.

### الملف الشخصي
تظهر قائمة الملف الشخصي وتتيح للمستخدمين تخصيص ما سيراه الآخرون عندما يشاهدون ملف تعريف المستخدم. كما يتيح للمستخدمين عرض إبداعاتهم الخاصة، والمرحلة، و«الهالة»، ومهام إيمب، وتخصيص إيمب.

#### الهالة والشخصية
كل دريمر لديه هالة، رمز يتغير لونه وشكله بناءً على مرحلة المستخدم و«الشخصية». الشخصية هي تسمية تشير إلى أكثر ما يفعله المستخدمون في أحلام. يُلغَى قفل شخصية عندما يصل المستخدم إلى المرحلة 5، ولكل شخصية لون مختلف. بمجرد وصول المستخدم إلى المرحلة 15، يمكن لشخصيته الحصول على تصنيف آخر يسمى «الشغف الحالي»، والذي يعتمد على ما يقضي المستخدم الوقت في فعله مؤخرًا. يمكن للأشخاص مساعدة الدريمرز في العثور على دريمرز آخرين لديهم مهارات معينة للتعاون معهم.

#### تخصيص إيمب
يمكن للمستخدم تخصيص إيمب في قائمة تخصيص إيمب، والتي يمكن الوصول إليها في ملف تعريف المستخدم. تحتوي القائمة على ثلاثة أقسام مختلفة. يمكن للمستخدم العثور على الإيمبز الذي جمعها في صفحة «دائرة إيمب». في صفحة «مفاجأة إيمب»، يمكن للمستخدم العثور على الإيمبز الفريدة ذات المميزات العشوائية من الإيمبز الذي جمعها. يمكن للمستخدم حفظ عدد محدود من الإيمبز من صفحات دائرة إيمب ومفاجأة إيمب وستظهر في صفحة «الإيمبز الخاصين بي». يمكن جمع الإيمبز الجدد عن طريق إكمال مهام إيمب.

### مجتمع جام
مجتمع جام هي مسابقة ذات موضوع معين، حيث ينشئ منشئو المحتوى محتوى استنادًا إلى موضوع ما، على سبيل المثال «فصل الربيع» و«القراصنة»، ويصوت آخرون على مفضلاتهم. يحصل الفائزون والوصيفون على شارة على صفحة إنشاءهم. هناك مسابقة مجتمع جام جديدة بموضوع جديد كل بضعة أسابيع، على سبيل المثال«فصل الربيع» و«القراصنة».

### هوم سكيب
هوم سكيب هو مشهد يعمل كمحور داخل اللعبة ونقطة بداية يمكن من خلالها الوصول إلى القائمة الرئيسية ومهام إيمب، على غرار البود في سلسلة ليتل بيغ بلانت. يوجد في محرر هوم سكيب نسخة محدودة من وضع التحرير، حيث يمكن للاعبين التعامل مع هوم سكيب وتخصيصها باستخدام العناصر التي أنشأتها ميديا موليكول.

### مهام إيمب
مهام إيمب هي الإنجازات داخل اللعبة التي يمكن عرضها من هوم سكيب والملف الشخصي ودريم سيرفينغ ودريم سابينغ. يمكن أن يكسب إكمالها مجموعة متنوعة من المكافآت، بما في ذلك إكس بي وعناصر وإيمب. العديد من مهام إيمب تفتح أيضًا جوائز بلاي ستيشن عند اكتمالها. يمكن للمستخدمين عرض مهام إيمب الخاصة بالمستخدمين الآخرين في ملفات تعريف المستخدمين الآخرين.
هناك أربعة أنواع مختلفة من مهام إيمب: مهام إيمب الإرشادية، ومهام إيمب أحادية الطلقة، ومهام إيمب المتدرجة، ومهام إيمب الإبداعية. تعد مهام إيمب الإرشادية عبارة عن برامج تعليمية خطوة بخطوة تعلم اللاعبين أساسيات استخدام الكاميرا المجانية ووضع التحرير. يجب إكمال بعض المهام الموجّهة قبل أن يتمكن اللاعب من فتح وضع هوم سكيب أو وضع التحرير. تُكمَل مهام إيمب أحادية الطلقة مرة واحدة ثم تُكمَل، في حين أن مهام إيمب المتدرجة تحتوي على خطوات متعددة، ولكل منها مكافأة مختلفة. تحتوي مهام إيمب الإبداعية على خطوات متعددة وتتضمن إنشاء ونشر المشاهد باستخدام مجموعات إنشاء الألعاب المختلفة من ميديا موليكول، بالإضافة إلى التفاعل مع الإبداعات الأخرى التي أُنشِئَت لنفس مهام إيمب الإبداعية.

## الحبكة
نظرًا لأن أحلام عبارة عن مجموعة من الألعاب والفنون، ومعظمها من إنشاء المستخدمين، فلا يمكن اعتبار أحلام على أنها تحتوي على حبكة واحدة نظرًا لأن معظم الأحلام المبنية على القصة لها حبكات منفصلة.
أحلام نفسها تحدث في دريمي فيرس، عالم سريالي مصنوع من الأحلام والأفكار. يرأس دريمي فيرس ملكة الأحلام، وهي كائن يساعد اللاعب على التعرف على كل جانب من جوانب أحلام . يستخدم اللاعبون الجدد ملكة الأحلام هوم سكيب قبل فتح منازلهم. يسكن دريمي فيرس أيضًا المهندس المعماري والمصمم، وهما خبيران يعلمان اللاعب عن دريم شابينغ من خلال البرامج التعليمية داخل اللعبة، والإيمبز، المخلوقات التي يتحكم فيها اللاعب والتي تتلاعب بالأشياء وتمتلك الشخصيات. كل إبداع في أحلام موجود في دريمي فيرس، ويشير مصطلح «دريمي فيرس» أيضًا إلى كتالوج الإبداعات المتاحة للاعبين لتصفحها واستخدامها في إبداعاتهم الخاصة.

### حلم آرت
تعتبر لعبة حلم آرت من ميديا موليكول أهم الألعاب المتوفرة عند الإطلاق، وعلى الرغم من إمكانية اعتبارها الحملة الرئيسية للعبة، إلا أنها أقل أهمية في أحلام من معظم حملات الألعاب الأخرى. الحبكة في حلم آرت «تتبع فن موسيقي جاز سابق وهو يحلم بحياته، في الماضي والحاضر، ويدرك أنه بحاجة إلى التصالح مع زملائه في الفرقة. تأخذه الرحلة عبر سلسلة من المواقف الشبيهة بالأحلام التي يشارك فيها ومجموعة كاملة من الشخصيات الخيالية الرائعة، مثل دي-باغ، وهو روبوت صغير مفيد ذو شخصية كهربائية وفرانسيس، مطرقة تستخدم دمية دب.»
تتبع حلم آرت ثلاث قصص متصلة: حدائق الحلم ومدينة البلوز وغابة ميريديان. كل قصة لها نوع مختلف بالإضافة إلى شخصيات ومرئيات وموسيقى وأسلوب لعب مختلف. يرتبط كل منها بأجزاء مختلفة من عقل الفن وتتصل بالماضي والحاضر والمستقبل على التوالي. تتلاقى القصص الثلاثة في نهاية اللعبة. خلال حلم آرت، يستخدم إيمب للتفاعل مع العالم وامتلاك الشخصيات. تحتوي اللعبة أيضًا على العديد من فقاعات الجوائز التي سَتُجمَع، مما يتيح للاعبين إنشاء إبداعاتهم الخاصة باستخدام العناصر المستخدمة في حلم آرت.

## التطوير
طورت ميديا موليكول اللعبة، التي طورت سابقًا ليتل بيغ بلانت وتيرأواي. على غرار ليتل بيغ بلانت، فإن التركيز الرئيسي للعبة هو «اللعب، الإنشاء، المشاركة». كانوا يهدفون إلى دمج الجوانب الثلاثة في تجربة واحدة دون فصلها. أليكس إيفانز وديفيد سميث هما المديران الفنيان؛ مارك هيلي وكريم عطوني مدير إبداعي ومخرج فني على التوالي. تستخدم أحلام محرك بابل باث، وهو محرك مخصص يعرض الكائنات بجسيمات تسمى «فليكس» بدلاً من المضلعات. سُمِيَّ المحرك من قبل المجتمع.
تعتمد اللعبة بشكل كبير على المجتمع؛ قال إيفانز إن «تحديد» اللعبة من قبل اللاعبين بدلاً من المطور. لمساعدة اللاعبين الجدد على دخول اللعبة، ظهرت حملة قصة لمساعدة اللاعبين على التكيف مع آليات اللعب. وأضاف سيوبهان ريدي، مدير الاستوديو، أن الحملة تستخدم لبدء مجتمع، وأن الإبداع هو الهدف الأساسي للعبة.
وفقًا لإيفانز، يتمثل أحد أهداف ميديا موليكول في إعادة اختراع الإبداع. ونتيجة لذلك، أعادوا تخيل أحلام إلى شيء بسيط مثل الرسم. أدى ذلك إلى أن تتميز اللعبة بأسلوب فني انطباعي وتنفيذ جهاز تحكم بلاي ستيشن موف القائم على الحركة. جُرِّبَت العديد من الأساليب الفنية والحلول الفنية قبل الوصول إلى الأسلوب النهائي والحل. استخدم الفريق الأحلام كإعداد للعبة، حيث اعتقدوا أنها تتيح للاعبين أن يكون لهم أساليبهم الخاصة، ويلهم اللاعبين لخلق شيء «فني» و«لا يصدق».
في غيمز كوم 2012، أعلنت شركة ميديا موليكول أنها تعمل على مشروعين مختلفين، أحدهما تيرأواي. كُشِفَت أحلام في اجتماع بلاي ستيشن 2013، حيث عرض إيفانز عرضًا تقنيًا على خشبة المسرح، يشارك فيه ثلاثة أشخاص يقومون بإنشاء فرقة داخل اللعبة. صدر إعلان تشويقي للعبة في يوليو 2014. أُعلِنَ عن اللعبة رسميًا في المؤتمر الصحفي لشركة سوني إنتراكتيف إنترتينمنت في معرض الترفيه الإلكتروني 2015. حُدِدَت نسخة بيتا للعبة في الأصل في عام 2016، ومع ذلك، أُجِلَت إلى عام 2017 ثم إلى عام 2018. شُغِلَت النسخة التجريبية من 19 ديسمبر 2018 حتى 4 فبراير 2019. وُّفِرَت اللعبة عن طريق الوصول المبكر في 16 أبريل 2019، وهي الأولى للعبة سوني، قبل إصدارها رسميًا في 14 فبراير 2020. أُعلِنَ عن تحديث أضاف دعمًا لبلاي ستيشن في آر في 30 يونيو 2020 وصدر في 22 يوليو 2020. عُيِّنَ وضع متعدد اللاعبين عبر الإنترنت ليصدر للعبة في وقت ما بعد الإطلاق.

## التقييم
| التقييم |        |
| --- | ------ |
| مجموع النقاط المجموع نقاط ميتاكريتيك 89/100 [ 37 ] نتائج المراجعة نشرة نقاط دستركتويد 9.5/10 [ 38 ] إدج 10/10 [ 39 ] غيم ريفولوشن [ 40 ] غيم سبوت 9/10 [ 41 ] آي جي إن 9/10 [ 42 ] جو فيديو 18/20 [ 43 ] شاك نيوز 9/10 [ 44 ] يو إس غيمر [ 45 ] فيديو غيمر.كوم 8/10 [ 46 ] 4بلايرز 82/100 [ 47 ] إيزي آلايس 9.5/10 [ 48 ] هاردكور غيمر [ 49 ] بوش سكوير 10/10 [ 50 ] الغارديان [ 51 ] |        |
| مجموع النقاط |        |
| المجموع | نقاط   |
| ميتاكريتيك | 89/100 |
| نتائج المراجعة |        |
| نشرة | نقاط   |
| دستركتويد | 9.5/10 |
| إدج | 10/10  |
| غيم ريفولوشن | [ 40 ] |
| غيم سبوت | 9/10   |
| آي جي إن | 9/10   |
| جو فيديو | 18/20  |
| شاك نيوز | 9/10   |
| يو إس غيمر | [ 45 ] |
| فيديو غيمر.كوم | 8/10   |
| 4بلايرز | 82/100 |
| إيزي آلايس | 9.5/10 |
| هاردكور غيمر | [ 49 ] |
| بوش سكوير | 10/10  |
| الغارديان | [ 51 ] |

تلقت أحلام «تقييمات إيجابية بشكل عام»، وفقًا لمجمع المراجعة ميتاكريتيك.

### الجوائز
| السنة | الجائزة                                              | التصنيف                          | النتيجة | المرجع        |
| ----- | ---------------------------------------------------- | -------------------------------- | ------- | ------------- |
| 2018  | جائزة نقاد الألعاب                                   | أفضل لعبة أصلية                  | فوز     | [ 52 ]        |
| 2018  | جائزة نقاد الألعاب                                   | أفضل لعبة مشغل                   | رُشِّح     | [ 52 ]        |
| 2018  | جائزة نقاد الألعاب                                   | أفضل لعبة عائلية/اجتماعية        | رُشِّح     | [ 52 ]        |
| 2018  | جائزة غولدن جويستيك 2018                             | أكثر لعبة مطلوبة                 | رُشِّح     | [ 53 ]        |
| 2019  | غيمز كوم                                             | أفضل لعبة عائلية                 | رُشِّح     | [ 54 ] [ 55 ] |
| 2019  | غيمز كوم                                             | أكثر لعبة أصلية                  | فوز     | [ 54 ] [ 55 ] |
| 2019  | غيمز كوم                                             | أفضل لعبة بلاي ستيشن 4           | فوز     | [ 54 ] [ 55 ] |
| 2019  | غيمز كوم                                             | أفضل ما في غيمز كوم 2019         | فوز     | [ 54 ] [ 55 ] |
| 2019  | جائزة غولدن جويستيك 2019                             | لعبة بلاي ستيشن للعام            | رُشِّح     | [ 56 ]        |
| 2020  | جوائز الأكاديمية الوطنية لمراجعي تجارة ألعاب الفيديو | هندسة                            | فوز     | [ 57 ] [ 58 ] |
| 2020  | جوائز الأكاديمية الوطنية لمراجعي تجارة ألعاب الفيديو | لعبة، فئة خاصة                   | فوز     | [ 57 ] [ 58 ] |
| 2020  | جوائز إم سي في/ديفلوب                                | الابتكار البصري للعام            | رُشِّح     | [ 59 ] [ 60 ] |
| 2020  | جوائز إم سي في/ديفلوب                                | الابتكار الصوتي للعام            | رُشِّح     | [ 59 ] [ 60 ] |
| 2020  | جوائز إم سي في/ديفلوب                                | ابتكار أسلوب اللعب للعام         | فوز     | [ 59 ] [ 60 ] |
| 2020  | جوائز اللعبة 2020                                    | أفضل لعبة واقع افتراضي/واقع معزز | رُشِّح     | [ 61 ]        |
| 2021  | جوائز دي. آي. سي. إي.                                | إنجاز تقني متميز                 | فوز     | [ 62 ]        |